# Gros Crêt, Jura
Gros Crêt är en kulle i Schweiz. Den ligger i distriktet Franches-Montagnes och kantonen Jura, i den västra delen av landet, 40 km nordväst om huvudstaden Bern. Toppen på Gros Crêt är 1 038 meter över havet.